# Рімс (Пенсільванія)
Рімс (англ. Rheems) — переписна місцевість (CDP) в США, в окрузі Ланкастер штату Пенсільванія. Населення — 2253 особи (2020).

## Географія
Рімс розташований за координатами 40°7′32″ пн. ш. 76°34′14″ зх. д. / 40.12556° пн. ш. 76.57056° зх. д. (40.125500, -76.570598).  За даними Бюро перепису населення США в 2010 році переписна місцевість мала площу 3,06 км², з яких 3,05 км² — суходіл та 0,01 км² — водойми.

## Демографія
Згідно з переписом 2010 року, у переписній місцевості мешкало 1598 осіб у 555 домогосподарствах у складі 430 родин. Густота населення становила 522 особи/км².  Було 580 помешкань (190/км²).
Расовий склад населення:
| - 97,2 % — білих - 0,9 % — азіатів - 0,6 % — чорних або афроамериканців |

До двох чи більше рас належало 1,0 %. Частка іспаномовних становила 2,1 % від усіх жителів.
За віковим діапазоном населення розподілялося таким чином: 25,5 % — особи молодші 18 років, 58,4 % — особи у віці 18—64 років, 16,1 % — особи у віці 65 років та старші. Медіана віку мешканця становила 42,0 року. На 100 осіб жіночої статі у переписній місцевості припадало 96,8 чоловіків;  на 100 жінок у віці від 18 років та старших — 91,9 чоловіків також старших 18 років.
Середній дохід на одне домашнє господарство  становив 79 847 доларів США (медіана — 70 000), а середній дохід на одну сім'ю — 75 891 долар (медіана — 71 154). За межею бідності перебувало 2,4 % осіб, у тому числі 0,0 % дітей у віці до 18 років та 0,0 % осіб у віці 65 років та старших.
Цивільне працевлаштоване населення становило 696 осіб. Основні галузі зайнятості: виробництво — 25,3 %, освіта, охорона здоров'я та соціальна допомога — 16,7 %, науковці, спеціалісти, менеджери — 13,1 %, фінанси, страхування та нерухомість — 10,1 %.